# George Allison
George Frederick Allison (ur. 24 października 1883 w Hurworth-on-Tees, zm. 13 marca 1957 w Londynie) – angielski piłkarski dziennikarz, radiowiec i menadżer. Był pierwszym sportowym komentatorem BBC i drugim pod względem długości kadencji menadżerem Arsenalu.

## Kariera dziennikarska
Urodzony w Hurworth-on-Tees, Allison zaczynał jako sekretarz sędziego na rodzinnym północnym wschodzie i w tym czasie grał również w lokalnym amatorskim klubie ze Stockton-on-Tees. Allison w wolnym czasie pisał również o sprawach swojej drużyny i w końcu dał się przekonać swojemu redaktorowi by zostać zawodowym dziennikarzem. Przez rok w Devonport Allison spędził większość swojego czasu w Cleveland i Middlesbrough i krótko był asystentem sekretarza-menadżera Middlesbrough FC.
W 1906 Allison przyjechał do Londynu jako sportowy przedstawiciel grupy czasopism Hulton. Cztery lata później został korespondentem Sporting Life na temat greyhound. Po spotkaniu z Lordem Kitchener, a przed koronacją w 1911 Króla Jerzego V, Allison został londyńskim korespondentem New York Post i rok później dołączył do redakcji Williama Randolpha Hearsta, pozostając w niej aż do 1934.
Podczas I wojny światowej Allison pracował w War Office i Admiralicji, produkował materiały propagandowe i później zaciągnął się do Royal Flying Corps (później przemianowanym na Royal Air Force). Po wojnie Allison przeniósł się do radia i rozpoczął pracę w BBC, gdzie stał się pierwszą osobą komentującą wydarzenia sportowe takie jak Epsom Derby i Grand National (wraz z korespondentem BBC zajmującym się wyścigami, Meyrickiem Goodem), zajmował się corocznymi spotkaniami reprezentacji Anglii przeciwko reprezentacji Szkocji i finał FA Cup w 1927 rozegrany między Cardiff City i Arsenalem. W tym czasie był już silnie powiązany z tym ostatnim klubem.

## Kariera piłkarska
Allison w młodości próbował swoich sił w piłce nożnej, nigdy jednak nie odniósł sukcesów w profesjonalnym futbolu i najlepszym okresem jego kariery była gra w Shildon. Po jego przyjeździe do Londynu w 1906 szybko zaczął być kojarzony z Woolwich Arsenal. Stał się redaktorem klubowych audycji i kontynuował swą współpracę z zespołem po jego przeniesieniu się na Highbury i zmianie nazwy na "Arsenal". Po zakończeniu I wojny światowej został członkiem zarządu, później mianowano go sekretarzem, aż w końcu przyjął urząd dyrektora generalnego.
Po nagłej śmierci legendarnego menadżera Arsenalu Herberta Chapmana w styczniu 1934, Allison latem tego samego roku został mianowany oficjalnym następcą Chapmana. Po wodzą Chapmana i tymczasowego menadżera Joego Shawa Arsenal dwa razy z rzędu zdobył mistrzostwo Anglii (w sezonach 1932/1933 i 1933/1934) i Allison dzięki ponownym mistrzostwie w sezonie 1934/1935 skompletował hat-tricka. Wygrał również FA Cup w sezonie 1935/1936 i ponownie ligę w sezonie 1937/1938.
Allison, w przeciwieństwie do swojego poprzednika Chapmana, miał rękę do zarządzania. Joe Shaw i Tom Whittaker zajmowali się trenowaniem i dyscypliną zespołu, natomiast Allison koncentrował się na polityce transferowej i relacjach klubu z mediami. Jeden z zawodników Arsenalu, Bernard Joy opowiadał później: "[On był] taktowny, przyjacielski i życzliwy. Gorzej jednak było z kierowaniem piłkarzami i głęboką wiedzą o profesjonalnym futbolu". Allison był w stanie w pierwszej połowie dekady zastąpić wiele gwiazd, m.in. Alexa Jamesa.
Wraz z wybuchem II wojny światowej oficjalne rozgrywki w Anglii został zawieszone. Po zakończeniu działań wojennych wielu zawodników, z którymi Arsenal osiągał sukcesy (m.in. Cliff Bastin i Ted Drake) postanowiło wznowić swoje kariery i kontynuować grę w klubie. W sezonie 1946/47 Arsenal spisał się fatalnie i zajął dopiero trzynaste miejsce, zaś Allison zmęczony menadżerskim życiem postanowił odejść i wycofać się z futbolu. Zmarł w 1957 po wieloletniej chorobie.